# Lenkerhörnchen

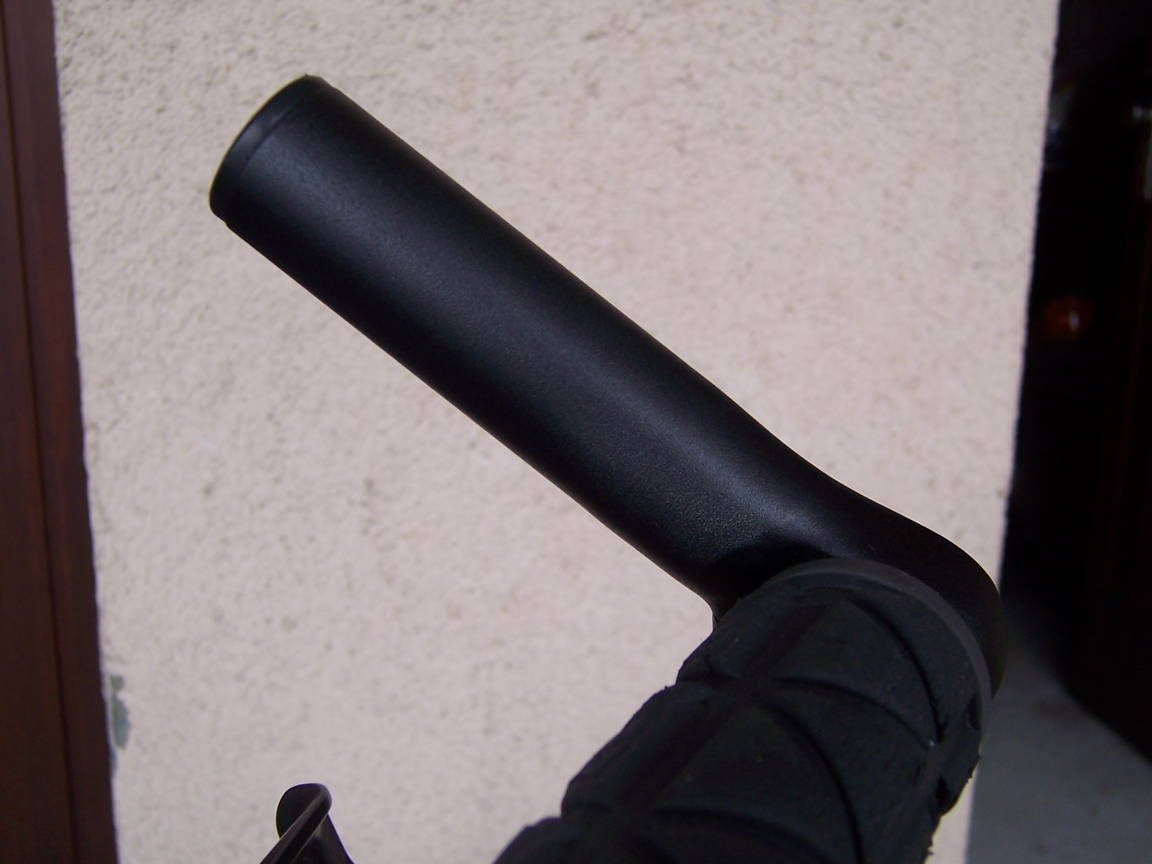
Rechtes Lenkerhörnchen

Lenkerhörnchen oder Barends (von englisch bar ends) sind mehr oder weniger rechtwinklig an den Enden eines Fahrradlenkers angebrachte Griffstücke. Manche Fahrradlenker sind bereits in der Grundform wie Hörner nach vorne gebogen. Barends werden dagegen typischerweise an fast geraden Lenkern montiert, die an Mountainbikes und Trekkingrädern üblich sind.
Nachträglich auf den Lenker montierte Hörnchen können meist auf dem Lenker rotierend verstellt und in einer beliebigen Stellung angeklemmt werden. Üblicherweise werden sie in einem Winkel zwischen 10 und 25 Grad zur Horizontalen nach oben gedreht befestigt.
Lenkerhörnchen werden aus verschiedenen Gründen eingesetzt:
1. Auf längeren Fahrten und Radreisen ist es ein großer Vorteil, die Griffpositionen der Hände auf dem Lenker gelegentlich variieren zu können, um Druckstellen und Überanspruchung von Sehnen, Gelenken und Muskeln der Hände und Unterarme zu vermeiden.
2. Beim Fahren im Stehen bzw. im Wiegetritt (wie es an längeren Anstiegen häufig praktiziert wird) ist es von Vorteil, den Lenker weiter vorne angreifen zu können. Insbesondere dann, wenn der Lenker näher am Körper montiert ist.
3. Seltener werden die außen montierten Hörnchen genutzt, um durch den verbreiterten Griff eine bessere Kontrolle über die Lenkung auf Felsen, Schlagloch- und Geröllpassagen zu erreichen. Da im Regelfall die Bremsgriffe nicht von den Lenkerhörnchen aus erreicht werden können, ist der Nutzen auf unebenen Abfahrten begrenzt.

Neben an Reiserädern werden Lenkerhörnchen oft auch an Mountainbikes und Trekkingrädern verwendet.

## Bauformen
Barends gibt es in gerader oder gebogener bzw. abgewinkelter Form. Sie werden per Außen- oder Innenklemmung am rechten und linken Rohrende des Lenkers angebracht.
Alternativ sind auch (mehrfach) abgewinkelte oder gebogene Lenker erhältlich, die bereits von sich aus (mindestens) alle Griffpositionen ermöglichen, die durch die Montage von Lenkerhörnchen erreichbar sind.

## Ergonomie
Durch den Wechsel der Griffposition können vor allem bei längeren Fahrten die Muskulatur und das Handgelenk durch die Barends entlastet werden. Mit der Griffposition verlagert sich auch der Schwerpunkt des Fahrers etwas, was Schmerzen und Verkrampfung vorbeugen kann.

## Fahrtechnik
Lenkerhörnchen sorgen für bessere Kraftübertragung – etwa beim Wiegetritt – und mehr Kontrolle bei unebenen Passagen. Um das Gewicht des Fahrrads nicht zu sehr zu erhöhen, werden Barends in der Regel aus leichtem Aluminium gefertigt.